# Tienen
Tienen (francouzsky Tirlemont) je město v Belgii. Nachází se v provincii Vlámský Brabant 45 km východně od Bruselu a protéká jím řeka Grote Gete. Žije v něm přibližně 37 tisíc obyvatel. První písemná zmínka pochází z roku 872.
Ve středověku byl Tienen známý jako středisko zpracování vlny, ale utrpěl četnými epidemiemi a válkami, takže roku 1673 je popisován jako vylidněný. Rozvoj nastal až v 19. století díky cukrovarnickému průmyslu, k němuž přibyla také výroba kyseliny citrónové. Nachází se zde muzeum cukru a každoročně se koná hudební festival Suikerrock. V Tienenu sídlí také pobočky firem Robert Bosch GmbH a Havells Sylvania.
Městem prochází Evropská silnice E40. Dominantou Tienenu je 70 m vysoká věž gotického kostela Onze-Lieve-Vrouw-ten-Poelkerk. Tienen je známý pod přezdívkami „cukrové město“ nebo „bílé město“.
Sídlí zde fotbalový klub KVK Tienen-Hageland.